# Charles E. Redman

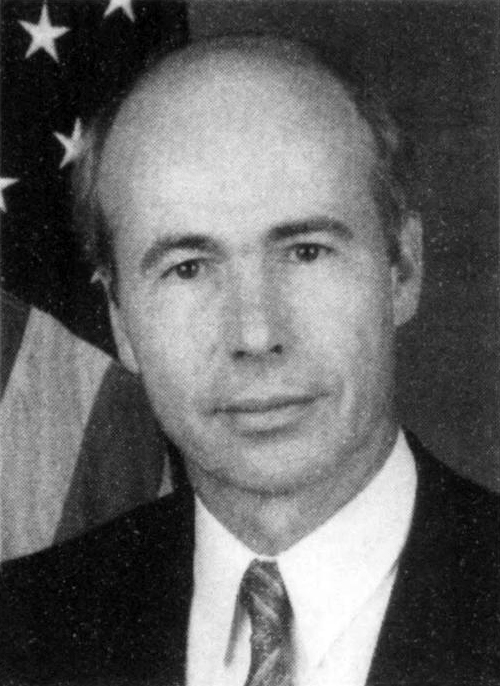
Charles E. Redman, etwa 1994

Charles Edgar Redman (* 24. Dezember 1943 in Waukegan, Illinois) ist ein US-amerikanischer Wirtschaftsmanager und ehemaliger Diplomat, der unter anderem Botschafter in der Bundesrepublik Deutschland war.

## Leben
Nach dem Schulbesuch studierte er an der US Air Force Academy und erwarb dort 1966 einen Bachelor of Science (B.S.). Während seines anschließenden Militärdienstes in der US Air Force zwischen 1966 und 1974 absolvierte er auch ein Studium im Fach Verwaltungswissenschaften an der Harvard University und schloss dieses Studium 1968 mit einem Master of Arts (M.A. Government) ab. Während seines Militärdienstes wurde er nicht nur im Vietnamkrieg eingesetzt, sondern war später auch als Oberst Sonderassistent des Assistenzchef des Stabes (Assistant Chief of Staff) für Nachrichtendienste der US Air Force.
Nach seinem Ausscheiden aus dem aktiven Militärdienst trat er nach dem Besuch der American Academy of Diplomacy im Juni 1974 in den diplomatischen Dienst ein und war zunächst im Operationszentrum und dann als Stabsassistent im Büro für Europa-Angelegenheiten des US-Außenministeriums tätig. Im Dezember 1976 wechselte er als Politischer Referent an die Botschaft der Vereinigten Staaten in Frankreich, ehe er anschließend von 1979 bis 1982 stellvertretender Direktor des Privatbüros des damaligen NATO-Generalsekretärs Joseph Luns war. Nach einer anschließenden Verwendung als Politischer Referent an der Botschaft in Algerien, wurde er im August 1984 zunächst stellvertretender Direktor und dann amtierender Direktor des Büros für europäische Sicherheit und politische Angelegenheiten im State Department.
Im Juli 1985 stieg er zunächst zum stellvertretenden Sprecher des Außenministeriums auf, dann im Oktober 1986 erst zum Stellvertreter und schließlich im Juni 1987 zum Assistant Secretary of State für öffentliche Angelegenheiten im Außenministerium.
Anschließend war er von März 1989 bis 1992 Botschafter in Schweden, ehe er nach einer erneuten Verwendung im Außenministerium als Sonderbeauftragter für Haiti und danach für den Balkankonflikt war. Am 31. Oktober 1994 wurde Redman Botschafter in Deutschland und übte dieses Amt bis zum 17. Juni 1996 aus.
Nach seinem Ausscheiden aus dem diplomatischen Dienst wurde er 1996 Senior Vice President der Bechtel Corporation, dem größten Anlagenbau- und Bauunternehmen der USA.